# Patrick Verhon
Patrick Verhon Pertel Pereira (* 8. September 2004 in Serra), auch bekannt als Patrick Verhon, ist ein brasilianischer Fußballspieler.

## Karriere
Patrick Verhon erlernte das Fußballspielen in der Jugendmannschaft des EC Bahia im brasilianischen Salvador. Die erste Mannschaft des Vereins spielte in der zweiten Liga, der Série B. Als Jugendspieler bestritt er 2022 vier Zweitligaspiele. Am Ende der Saison stieg der Klub als Tabellendritter in die erste Liga auf. Am 1. Januar 2023 unterschrieb er bei seinem Jugendverein seinen ersten Vertrag. 2023 kam er einmal in der ersten Liga zum Einsatz. Mit dem Verein gewann er 2023 die Staatsmeisterschaft von Bahia. Im Januar 2024 zog es ihn nach Japan. Hier unterschrieb er einen Vertrag beim Erstligisten Kawasaki Frontale. Bereits am 17. Februar konnte Verhon seinen ersten Titel feiern. Im Japanischer Fußball-Supercup 2024 konnte der Vissel Kōbe mit 1:0 bezwungen werden. In der Partier wurde stand er in der Anfangsformation und wurde in der 65. Minute für Marcinho ausgewechselt.

## Erfolge
EC Bahia
- Staatsmeisterschaft von Bahia: 2023

Kawasaki Frontale
- Japanischer Supercup-Sieger: 2024